# 榎本高綱
榎本 高綱（えのもと たかつな、? - 1564年）は戦国時代の武将。下野国榎本城主（現在の栃木県栃木市大平町榎本）。小山高朝の子。小山秀綱の子とする説もある。

## 榎本城主になる
1558年に下野国祇園城の支城の榎本城主となる。以後、北条氏に対抗するための備えとなる。榎本城周辺及び近隣の領主は当時、上杉氏と北条氏の抗争に巻き込まれ、皆川氏、佐野氏、結城氏、古河公方等の諸勢力の争いの舞台となった。

## 榎本合戦

### 布陣
永禄7年（1564年）11月16日、北条氏政に命じられた皆川俊宗は榎本城の攻撃を開始した。俊宗は、横倉伊豆が率いる約1500人、小倉大膳之亮の率いる約1300人、金子長門ら約700人、そして自らの旗本約1500人、計およそ5000人の軍を編成し、太平山などに布陣した。
対して高綱は、軍師の背尾三河と協議し、高綱の嫡子高満ら約500人、背尾重兵衛ら約400人、また城を出て奇襲する部隊として杉本七右衛門らと鉄砲隊約300人を用意し、永野川の堤に伏せておいた。東側には軍師背尾三河ら800余人、本城に永井三郎左衛門ら500余人、計1500人以上の軍勢で守りを固めた。

### 開戦
法螺貝の合図で金子長門らが磯山（真弓にある丘陵）に軍を進めた。榎本方の搦め手の軍勢らは城下の民家を焼き払い、永野川を渡って高島（現在の上高島・下高島）方面へ出て、鉄砲を撃ちかけた。
17日、薄暗い夜中から大風が吹いてくきた。背尾が川を渡って敵に近づき攻めることを命じる。馬にむち打ち飛び出し、貝をならいて鉄砲を一斉に射撃し、寒風に吹かれ手足が凍えている皆川方が慌てているところに長槍で突き崩した。皆川方は乱れたが、横倉伊豆が「敵は小勢である、引き返せ」と言うと立て直った。そして皆川方で横倉の配下、須永刑部が前に出ると、榎本方の星渡次郎太郎がこたえて一騎討ちに出た。しかし榎本方の軍は、背尾の命で槍を揃えて須永目掛けて突きかかった。横倉が「須永を死なすな」と戦を続けたため、小林（現在の小山市中地区付近）、下高島周辺は激戦となった。
下高島から真弓並木も激戦となり、榎本方は西へ退いた。横倉は深追いしないよう命じ、陣に帰って朝飯とした。

### 高綱の戦死
背尾三河は足軽に対し、「今回の戦は敵は大勢。勝ち目はない。死ぬことは高綱様への奉公、恐ろしくなったわけではないが、大勢を小勢で守ることは無謀である。小山に援軍を頼んでも無理。今日には落城するであろうからいっそ潔く死ぬしかない」と言って野田方面の皆川方に鉄砲を撃ちかけ乱れる隙に、堤の杉本七右衛門ら伏兵が攻めて不意を突いた。
11月18日、皆川方が総攻撃に出る。背尾三河は西城口で鉄砲と矢で戦った。激戦中の背尾を見ていられず、榎本高綱が出陣。赤色の鎧に金色の陣羽織、鍬形の二つ巴の兜を被り、白地に「榎」という旗を立て、かかれかかれと叫んだものの、皆川方・高田小次郎の放った矢が高綱の馬の太股に当たり、落馬。手早く短刀で喉を刺して自害した。討死の場所は現在もお墓さまと呼ばれ社が祀られている。
城主の討死によって榎本方は降伏。子の高満は小田原に送られた。